# 西村義明
西村 義明（にしむら よしあき、1977年 - ）は、日本のアニメーションプロデューサー、映画プロデューサー。東京都大田区出身。アニメーション制作会社「スタジオポノック」代表取締役。元スタジオジブリ所属。

## 経歴
横浜国立大学工学部在学中に映画製作を志し、大学を中退してアメリカに留学。

### スタジオジブリ入社
帰国後の2002年にスタジオジブリに入社。当初は著作権・法務関係の部署に所属、宮崎駿監督初のTVＣM『おうちで食べよう。』シリーズから宣伝業務に関わり、次いで『ハウルの動く城』『ゲド戦記』『崖の上のポニョ』で宣伝を担当。2006年にスタジオジブリが公開したフランスのアニメ映画『王と鳥』の宣伝プロデューサーを担当した。
2006年11月、鈴木敏夫プロデューサーから企画進行中だった高畑勲監督作品の担当に指名され、先任の担当者だった岸本卓との2名体制で取り組むことになった。2008年5月、企画が最終的に『竹取物語』を原作とした『かぐや姫の物語』に決まる。しかし、同年8月に岸本が降板、以後は西村が一人で担当することとなる。その後、さらに5年あまりの歳月をかけ、プロデューサーとして2013年11月に公開にこぎ着け、翌年2014年の第87回米国アカデミー賞長編アニメーション映画部門ノミネートとなった。
2014年3月、鈴木敏夫プロデューサーが勇退し、代わって夏公開の映画『思い出のマーニー』から西村がプロデューサーとなって、鈴木の業務を引き継ぐことが発表された。しかし、8月にジブリの映画制作部門の解体が明らかにされる。
2015年、ジブリ時代に西村がプロデュースを手がけた『思い出のマーニー』が、『かぐや姫の物語』から続き第88回アカデミー賞長編アニメーション映画部門ノミネートされた。

### スタジオポノック設立
2014年末にスタジオジブリを退社し、2015年4月にアニメーション制作会社スタジオポノックを設立した。クロアチア語でponoćは、深夜０時を意味するが、正式な発音は「ポノック」ではなく「ポノーチ」だと後に判明したという。
2017年7月、プロデューサーを務めた『メアリと魔女の花』が公開された。メアリの公開後、このままジブリがつくってきた上に胡坐をかかず、新しい挑戦とアニメーションの進化を続けていくためにスタジオポノックの初となる短編の制作を決意。
2018年8月に短編のアンソロジーとなる『ちいさな英雄-カニとタマゴと透明人間-』劇場公開。制作当初は高畑勲監督の短編を含む4作品の予定だったが高畑勲の死によって３作品のアンソロジーとなった。
2019年6月に、アヌシー国際アニメション映画祭で長編アニメーション部門のコンペティション審査員を務めた。オリンピック文化遺産財団と共同で『Tomorrow’s Leaves』の短編制作を発表した。
2023年にスタジオの長編2作品目にあたる『屋根裏のラジャー』を製作、同年12月に劇場公開となった。

## 代表作
| 公開日         | 作品名                               | 役職                       |
| -------------- | ------------------------------------ | -------------------------- |
| 2004年11月20日 | ハウルの動く城                       | 制作業務                   |
| 2006年7月29日  | ゲド戦記                             | 宣伝                       |
| 2008年7月19日  | 崖の上のポニョ                       | 宣伝                       |
| 2013年11月23日 | かぐや姫の物語                       | プロデューサー             |
| 2014年7月19日  | 思い出のマーニー                     | プロデューサー             |
| 2017年7月8日   | メアリと魔女の花                     | プロデューサー             |
| 2018年8月24日  | ちいさな英雄-カニとタマゴと透明人間- | プロデューサー             |
| 2021年7月23日  | Tomorrow's Leaves                    | プロデューサー             |
| 2023年7月14日  | 君たちはどう生きるか                 | 協力製作                   |
| 2023年12月15日 | 屋根裏のラジャー                     | 企画・脚本・プロデューサー |

## 批判
2016年6月に行われた英紙ガーディアンの取材において、「今後ジブリでは女性監督を採用することはありますか？」との質問に対し、「どんな映画かにもよります。実写と違い、アニメーションでは現実世界を簡略化する必要があります。女性はより現実主義的で、日常生活をうまく管理する傾向がある。一方、男性はもっと理想主義的ですね。ファンタジー映画は、理想主義的なアプローチが必要なんです。だから、男性監督が選ばれてきたのは偶然だとは思えません」と答えた。
「ジブリに女性監督がいなかった理由」についての自身の説明が、記者によって発言の一部のみが切り取られて記事にされたことで、海外のメディアやファンから批判されたことを受け、西村はスタジオポノックの公式ツイッターで謝罪した。

## 関連人物
- 高畑勲
- 宮崎駿
- 鈴木敏夫
- 米林宏昌
- 百瀬義行
- 山下明彦
- 久石譲
- 村松崇継
- 種田陽平